# La Capelle-Bleys
La Capelle-Bleys település Franciaországban, Aveyron megyében. Lakosainak száma 355 fő (2022. január 1.). La Capelle-Bleys Rieupeyroux, La Salvetat-Peyralès és Le Bas-Ségala községekkel határos.

## Népesség
A település népessége az elmúlt években az alábbi módon változott:
| Lakosok száma | 477  | 390  | 349  | 380  | 376  | 378  | 361  | 351  | 347  | 355  |
|               | 1968 | 1982 | 1990 | 2006 | 2013 | 2015 | 2017 | 2019 | 2020 | 2022 |